# Messerbuntbarsch
Der Messerbuntbarsch (Dimidiochromis compressiceps, Syn.: Haplochromis compressiceps) ist ein im ostafrikanischen Malawisee, im südlich davon gelegenen Malombesee und im oberen Shire endemisch vorkommender Buntbarsch. 

## Merkmale
Die Fischart kann eine Gesamtlänge von 20 (Weibchen) bis 25 cm (Männchen) erreichen und hat einen langgestreckten, hechtartigen und seitlich stark abgeflachten Körper (Art-Epitheton: compressiceps), einen spitz zulaufenden Kopf und einen vorstehenden Unterkiefer. Die Stirnlinie ist bei älteren Tieren über den Augen deutlich eingebuchtet. Das Maul ist groß und oberständig. Junge Messerbuntbarsche sind weißlich bis grau-silbrig, wobei der Rücken dunkler und der Bauch heller ist. Ein dunkles Längsband verläuft vom Auge über die Körpermitte bis zur Basis der Schwanzflosse. Ein weiteres, weniger deutlich ausgeprägtes, direkt unterhalb der Rückenflosse. Die Flossen sind gräulich transparent, die Rückenflosse hat einen orangefarbenen Saum. Geschlechtsreife Männchen schimmern grünblau bis hellblau. Ihre Afterflosse zeigt weißliche Eiflecke. Ausgewachsene Weibchen schimmern teilweise golden, besonders am Kopf.
- Flossenformel: Dorsale XV/12, Anale III/11.
- Schuppenformel: mLR 35, SL 22/16.

## Lebensweise
Der Messerbuntbarsch lebt im Flachwasser zwischen Röhricht oder Vallisnerienbeständen. Er ernährt sich von kleinen Fischen, zu seinen Beutefischen zählen vor allem junge Utakas, die er mit einem hechtartigen Vorstoß fängt. Wie alle haplochrominen Buntbarsche ist die Art ein ovophiler Maulbrüter, bei dem das Weibchen die Brutpflege übernimmt. Zum Ablaichen baut das Männchen einen Sandtrichter.